# 重野秀一
重野秀一（日语：しげの 秀一，1958年3月8日—）是日本的男性漫畫家。出身於新潟縣十日町市，畢業於新潟縣立十日町高等學校。血型A型。代表作是《極速狂飆》和《頭文字D》。

## 經歷
擔任過石渡治、小林誠、冰魚章及結城正美等人的助理。1981年在講談社的《增刊少年》投稿處女作《我們狀態極好》出道。1985年（昭和60年），《極速狂飆》獲得第9回講談社少年部門漫畫賞。 

## 作品列表
※部分作品日文直譯，全由講談社發行。
- 我們狀態極好，原名（《增刊少年》，1981年）
- 極速狂飆（日语：バリバリ伝説），港譯《疾風傳說》，原名。中文版由台灣東販正式授權發行（《週刊少年Magazine》，1983年－1991年，全38巻）
- 重野秀一短篇集，原名（《週刊少年》，1984年刊，單卷漫畫）
- 重野秀一短篇集，原名（《週刊少年Magazine》，1991年刊，單卷漫畫）
- 極速狂愛（日语：トンネルぬけたらスカイ☆ブルー），原名。中文版由尖端出版正式授權發行（《週刊Young Magazine》，1992年，既刊1巻/以下未刊）
- 將（《週刊少年》，全3巻）
- DO-P-KAN（《週刊》，1992年－1995年，全10巻）
- 頭文字D（Initial D），原名相同。中文版由尖端出版正式授權發行（《週刊》，1995年30號－2013年35號，全48巻）
  - 頭文字D番外篇篇，原名（《Young Magazine GT增刊》，2001年，收錄在單行本第30卷）
  - 頭文字D番外篇 篇2，原名（《Young Magazine GT增刊》，2001年，收錄在單行本第33卷）
- ，原名（《Young Magazine Uppers（日语：ヤングマガジンアッパーズ）》，2000年，讀切短篇）
- 高嶺之花，原名（《週刊》，2014年，全2卷）
- ，原名（《週刊》，2015年）
- MF GHOST 燃油車鬥魂，原名（《週刊》，2017年）

## 師傅
- 石渡治（日语：石渡治）
- 小林誠（小林まこと）
- 冰魚章（日语：ひおあきら）
- 結城正美（ゆうきまさみ）[2]

## 助理
- 小林武（日语：小林たけし）
- 森川讓次
- 雅亞公（日语：雅亜公）